# Jan Emendörfer
Jan Emendörfer (* 1. August 1963 in Halle (Saale)) ist ein deutscher Journalist und Autor. Er war von 2012 bis 2020 Chefredakteur der Leipziger Volkszeitung, seither ist er Chefkorrespondent für Osteuropa und Russland des RedaktionsNetzwerks Deutschland.

## Leben und Wirken
Jan Emendörfer ist der Sohn des deutschen Kommunisten, Widerstandskämpfers gegen den Nationalsozialismus und Redakteurs Max Emendörfer und dessen Frau Gertrud. 
Jan Emendörfer besuchte die Schule in Bad Doberan und machte eine Ausbildung als Baumaschinist in Rostock. Von 1982 bis 1984 absolvierte er seinen Wehrdienst bei der Nationalen Volksarmee. Anschließend wurde er Mitarbeiter, später Wirtschaftsredakteur der Freiheit, dem Organ der Sozialistischen Einheitspartei Deutschlands (SED) für den Bezirk Halle. Von 1986 bis 1989 studierte er nebenher an der Leipziger Fachschule für Journalistik im Fernstudium.
Im Jahr 1990 ging er als Redakteur zur Ostsee-Zeitung nach Rostock. Dort leitete er das Ressort Wirtschaft, übernahm 1997 das Ressort Reportage und wurde 1999 Mitglied der Chefredaktion unter Gerd Spilker. Nach dessen Ablösung Ende 2005 leitete Emendörfer die Redaktion kommissarisch, bis Manfred von Thien am 1. April 2006 Chefredakteur der Ostsee-Zeitung wurde. Nach von Thiens Rückkehr nach Lübeck trat Emendörfer am 1. Mai 2008 dessen Nachfolge als Chefredakteur der Ostsee-Zeitung an.
Im April 2012 wurde Emendörfer Bernd Hilders Nachfolger als Chefredakteur der Leipziger Volkszeitung (LVZ). Emendörfer leitete die Redaktion der LVZ bis zum 30. November 2020. Danach wechselte er innerhalb der Madsack Mediengruppe und ist seither Chef- und Auslandskorrespondent für Osteuropa und Russland in der Hauptstadtredaktion des RedaktionsNetzwerks Deutschland (RND).
Im Jahr 1997 veröffentlichte er unter dem Titel Verfemt – Mein Vater Max Emendörfer eine Biografie seines Vaters. Sie erschien 2004 in zweiter Auflage und im Jahr 2020 in einer Neuauflage.
Emendörfer ist verheiratet und hat drei Kinder.

## Veröffentlichungen
- Verfemt – mein Vater Max Emendörfer. Frankfurter Oder-Edition, Frankfurt (Oder) 1997, ISBN 978-3-930842-38-4.
- Verfemt – mein Vater Max Emendörfer. (Neuauflage), BuchHandelsGesellschaft, Allstedt 2020, ISBN 978-3-946696-52-0.